# Voetbalveld

Voetbalveld met afmetingen en aantal begrippen

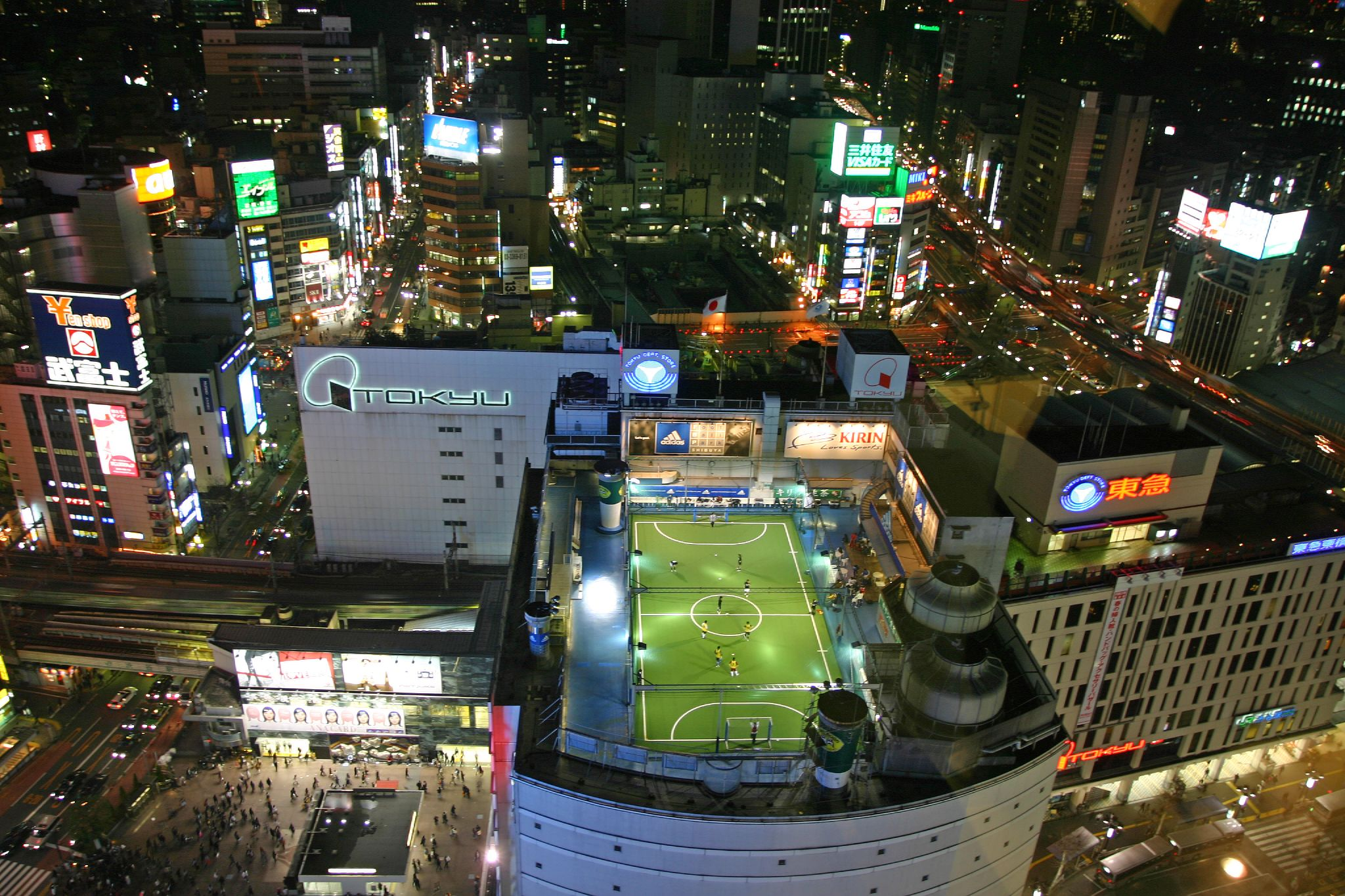
Voetbalvelden worden soms op bijzondere plekken gerealiseerd

Een voetbalveld is een speelveld voor de voetbalsport.
Een normaal (de gebruikelijke maat op internationaal niveau) voetbalveld heeft als afmeting: 100-120 meter bij 64-75 meter. De middencirkel heeft een straal van 9,15 meter. Een doel is 7,32 meter breed en 2,44 meter hoog (binnenwerks) en de penaltystip bevindt zich op 11 meter vanaf de doellijn. De grond is bedekt met gras of kunstgras.
Bij grotere voetbalclubs is het hoofdveld omringd door zit- en staanplaatsen, ook wel een stadion genoemd. In Nederland zijn eredivisieclubs verplicht om over een stadionveld met veldverwarming te beschikken.
Zoals in de afbeelding te zien is, mag er volgens de regels van de FIFA een grotere variatie bestaan voor speelvelden waarop internationale wedstrijden plaatsvinden. Voor bepaalde competities of landen wordt dat formaat specifieker.
| Instantie                   | Breedte | Lengte    |
| --------------------------- | ------- | --------- |
| FIFA (algemeen)             | 45-90 m | 90-120 m  |
| FIFA (internationaal)       | 64-75 m | 100-110 m |
| UEFA (CL-groepswedstrijden) | 68 m    | 105 m     |
| KNVB (algemeen)             | 64-69 m | 100-105 m |

## Lijst van onderdelen van een voetbalveld
| Onderdeel        | Afmetingen (KNVB)               |
| ---------------- | ------------------------------- |
| Middenstip       | straal: 10 cm                   |
| Middencirkel     | straal: 9,15 m                  |
| Middenlijn       | lengte: 45-90 m                 |
| Zijlijn          | lengte: 90-120 m                |
| Hoekvlaggenstok  | hoogte: minimaal 1,5 m          |
| Hoekschopcirkel  | straal: 1 m                     |
| Strafschopgebied | breedte: 40,3 m; lengte: 16,5 m |
| Strafschopstip   | straal: 10 cm                   |
| Doelgebied       | breedte: 18,3 m; lengte 5,5 m   |
| Doel             | hoogte: 244 cm; breedte: 732 cm |

## Oppervlaktemaat
Het voetbalveld wordt ook wel als oppervlaktemaat gebruikt, bedoeld voor mensen die hectare (ha) of vierkante kilometer (km²) te abstract vinden. Het kleinste FIFA-veld past ruim tweeënhalf (2 ⅔) keer in het grootste, dus is een "voetbalveld" geen betrouwbare maat.